# Koeleria eriostachya
Koeleria eriostachya är en gräsart som beskrevs av Pancic. Koeleria eriostachya ingår i släktet tofsäxingar, och familjen gräs. Inga underarter finns listade i Catalogue of Life.